# Rio Negro, Amazon
Rio Negro (în traducere „Fluviul Negru”) are lungimea de 2.253 Km, el este unul din cei mai importanți afluenți ai fluviului Amazon.

## Curs
El are izvorul în Columbia de sud-est provincia Guainia unde este denumit „Río Guainía” unde are la început cursul în direcția est, formând graniță cu Venezuela unde poartă ambele denumiri „Río Guainía” și „Rio Negro” aici prin brațul de canalizare Brazo Casiquiare la lui „Río Casiquíare” are legătură cu fluviul Orinoco. In apropiere de ecuator primește apele afluentului Rio Uaupés, face o cotitură spre statul federal Amazonas din Brazilia în apropierea statului federal Roraima primește apele lui „Rio Branco”. La 300 de km după vărsarea afluentului „Uaupés” fluviul intră într-o regiune joasă devine mai domol, se lățește atingând o lățime inundabilă de 20 de km și se împarte în mai multe brațe, la Manaus se varsă în Amazon.
Culoarea neagră a fluviului se datorează acizilor humici și fluvonici precum și nisipului care provine din bazinul de colectare al lui care are suprafața de 720.114 km². Datorită conținutului apei și cursului domol apa lui este puțin oxigenată ceace explică imposibilitatea dezvoltării în apele lui a larvelor de țânțari și lipsa malariei în regiune.

## Afluenți
- Brazo Casiquiare
- Rio Uaupés
- Rio Branco